# Wyoming Highway 150
Der Wyoming Highway 150 (kurz: WYO 150) ist eine 37,10 km lange State Route im US-Bundesstaat Wyoming, die im Westen des Bundesstaates im Uinta County verläuft. Der Highway verläuft von der Grenze zum Bundesstaat Utah bis nach Evanston und stellt die Fortsetzung des Mirror Lake Scenic Byway dar.

## Streckenverlauf

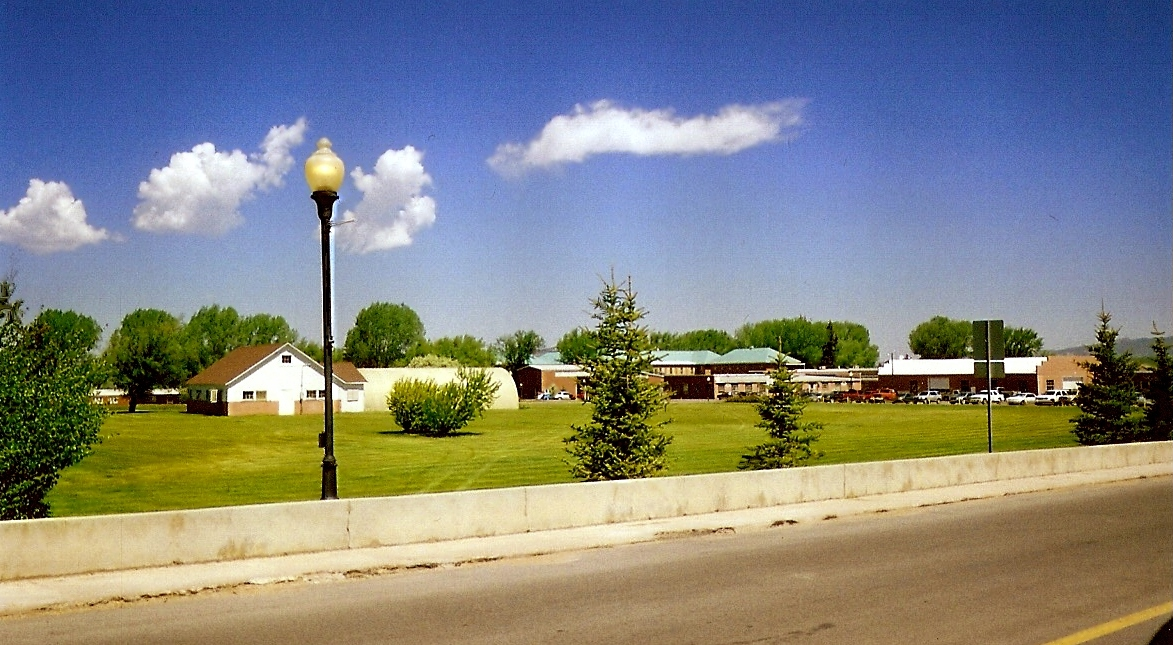
Das Wyoming State Hospital am Wyoming Highway 150 in Evanston

Der Wyoming Highway 150 beginnt an der Grenze zum Bundesstaat Utah und verläuft von dort in nördliche Richtung durch das Uinta County. Er bildet die Fortsetzung des aus den Uinta Mountains kommenden Mirror Lake Scenic Byway (Utah State Route 150) und ist im Gegensatz zur Passstraße über den Bald Mountain Pass ganzjährig geöffnet. Der WYO 150 passiert bis Evanston keine weiteren Highways oder Ortschaften, überquert den Bear River und mehrere seiner Nebenflüsse und endet nach insgesamt 37,10 km an der Kreuzung mit Interstate 80, U.S. Highway 189 und Wyoming Highway 89 in der Innenstadt von Evanston. Die Straße verläuft nördlich der Ausfahrt 5 der Interstate weiter als WYO 89 nach Norden.

## Belege
1. 1 2  AARoads: Wyoming State Route Log: 100 through 199. Abgerufen am 29. März 2024 (amerikanisches Englisch).